# Melytra ovata
Melytra ovata es una especie de coleóptero de la familia Perimylopidae.

## Distribución geográfica
Habita en Tasmania (Australia).